# Achterveld-West
Achterveld-West is een buurt van IJsselstein, in de Nederlandse provincie Utrecht. De wijk heeft 2700 inwoners (2023).. 
De buurt grenst met de klok mee aan Landelijk gebied Noord, Achterveld-Noord, Achterveld-Zuid, Groenvliet en de gemeente Lopik. De straatnamen in de buurt zijn meest vernoemd naar vogelsoorten, behalve in het zuidoostelijke kwadrant waar de straatnamen vernoemd zijn naar (oude) beroepen.

## Geschiedenis
De buurt is gelegen in de polder Lage Biezen en kende aanvankelijk een agrarische bestemming met de daarbij behorende bebouwing, die met name langs de Achtersloot gesitueerd was. 
In de jaren 80 van de 20e eeuw is de buurt bebouwd met voornamelijk woningen.
In 1985 werd ten zuidoosten van de buurt het IJsselsteinse tracé van de Utrechtse Sneltram geopend. Aanvankelijk was halte Achterveld de eindhalte, in 2000 werd de lijn verlengd naar het Zenderpark.

## Voorzieningen
In het zuidoosten van de buurt bevindt zich een winkelcentrum met onder andere een supermarkt. Grenzend aan het winkelcentrum bevindt zich eerdergenoemde tramhalte. In het oosten van de buurt bevindt zich een cluster met een basisschool, kinderopvang en een sporthal.
Stad: IJsselstein      Buurtschappen: Achtersloot · Klaphek · Knollemanshoek (deels)

Woonwijken: Centrum · Noord · West · Zuid

Woonbuurten: Binnenstad · Nieuwpoort · Groenvliet · Kasteelkwartier · Europakwartier · Oranjekwartier · IJsselveld-Oost · IJsselveld-West · IJsseloevers · Hazenveld en Overwaard · Panoven · De Hoven en De Boomgaard · De Tuinen · Het Hart · De Wereldsteden · De Rivieren · Het Staatse · Benschopperpoort en Het Podium · Achterveld-Zuid · Achterveld-West · Achterveld-Noord · Achterveld-Oost · Eiterse Waard · Landelijk gebied Noord · Landelijk gebied Zuid

Overige buurten: Rijpickerwaard · Paardenveld · Over Oudland · Industrieterrein Lage Dijk · Bedrijventerrein De Corridor
Utrecht · Plaatsen in de provincie      Nederland · Provincies · Gemeenten